# Беспай
Беспай, Бесбай — группа памятников 19 в. в 16 км от колодца Тушыайрык Масакского ущелья Донызтау Актобинской области. Исследованы археологической экспедицией Института истории, археологии и этнографии (1990, рук. С.Аджигалиев). Комплекс состоит из верхней и нижней частей. Нижняя часть (жилища, мечеть и сооружения для исполнения религиозных обрядов) сооружена приблизительно в 1-й половине 19 в. из обломков камней, досок, глины. Верхнее покрытие строений состоит из больших каменных плит. 4-купольное здание мечети разделено колоннами (см. Донызтауские памятники), Считается, что мечеть построил Умирбай-акын. В верхней части комплекса небольшой курган, остатки жилых домов, колодец с каменным днищем — расположены на плоской террасе края Устирта.